# Новый Корец

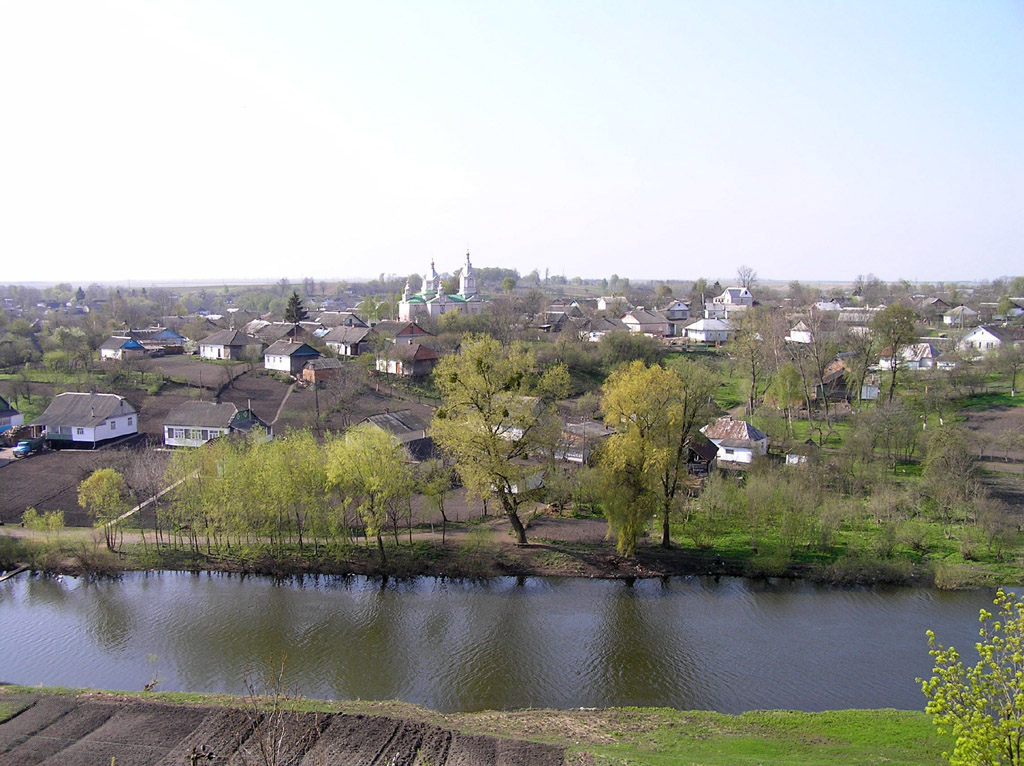
Вид на село Новый Корец и реку Корчик со стороны Корецкого замка. На заднем плане видно Пятницкую церковь.

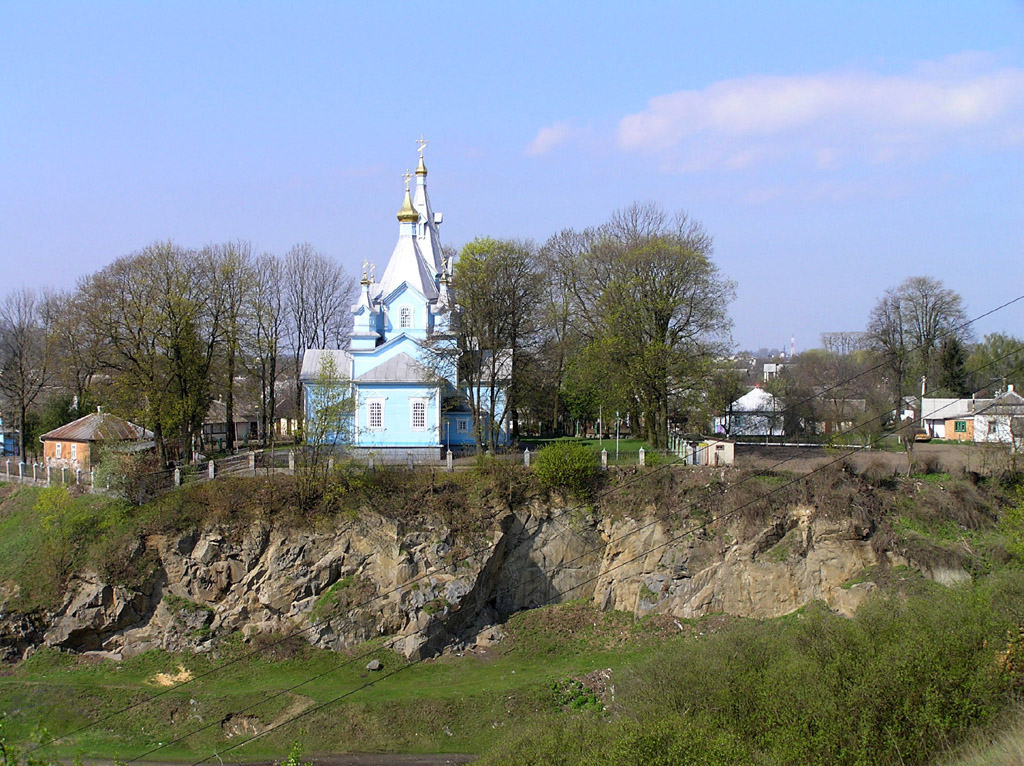
Вид на Кузьмо-Демьянскую церковь со стороны Корецкого замка

Новый Корец (укр. Новий Корець) — село в Корецкой городской общине Ровненского района Ровненской области Украины. Расположено рядом с городом Корец, на юго-западе от него, на левом берегу реки Корчик.
Село образовано в 1880 году. До 2020 года входило в Корецкий район.
Население по переписи 2001 года составляло 2303 человека. Почтовый индекс — 34704. Телефонный код — 3651.